# Chutes de Boali
Chutes de Boali är en serie vattenfall i Centralafrikanska republiken längs floden Mbali. De ligger i den sydvästra delen av landet, 80 km nordväst om huvudstaden Bangui. Den totala fallhöjden är 120 m. Två vattenkraftverk förser Bangui med el.